# GNV Blu
Die GNV Blu ist eine italienische Fähre.

## Geschichte
Das Schiff wurde unter der Baunummer 935 auf der Werft Van der Giessen-De Noord in Krimpen aan den IJssel für die niederländische Reederei Stoomvaart Maatschappij Zeeland gebaut. Der Bauvertrag wurde im August 1984 geschlossen. Der Schiffsentwurf stammte ursprünglich von der Seebeckwerft in Bremerhaven.
Die Kiellegung fand am 28. Januar, Taufe und Stapellauf am 9. November 1985 statt. Taufpatin war die niederländische Königin Beatrix. Die Fertigstellung des Schiffes erfolgte im April 1986. Das Schiff kam als Koningin Beatrix unter der Flagge der Niederlande (Heimathafen Hoek van Holland) in der Nordsee auf der Strecke Hoek van Holland–Harwich in Fahrt, die von Stoomvaart Maatschappij Zeeland und Sea Containers unter dem Namen Sealink British Ferries betrieben wurde.
1989 wurde Stoomvaart Maatschappij Zeeland von Stena Line übernommen. Im folgenden Jahr übernahm Stena Line Sealink British Ferries vollständig. Die Koningin Beatrix wurde weiterhin auf der Strecke Hoek van Holland–Harwich eingesetzt.
Ab Juni 1997 setzte Stena Line die neue Schnellfähre Stena Discovery auf der Fährverbindung zwischen Hoek van Holland und Harwich ein. Die Koningin Beatrix wurde für einige Tage während einer EU-Konferenz in Amsterdam als Hotelschiff genutzt. Anschließend wurde sie von Stena Line in der Irischen See auf der Strecke Fishguard–Rosslare Harbour eingesetzt, wo sie ihrerseits die Stena Felicity ersetzte. Im August 1997 wurde das Schiff unter die Flagge des Vereinigten Königreichs gebracht (Heimathafen London).
Im März 2002 wurde das Schiff in Stena Baltica umbenannt und unter die Flagge der Bahamas gebracht (Heimathafen Nassau) und im Anschluss in der Ostsee zwischen Karlskrona und Gdynia eingesetzt, wo zuvor die Stena Europe eingesetzt war, die ihrerseits auf die Strecke zwischen Fishguard und Rosslare Harbour wechselte.
Im Jahr 2005 wurde das Schiff auf der Werft Gdańska Stocznia „Remontowa“ umfangreich umgebaut. Die Passagiereinrichtungen auf den Decks 6 bis 9 wurden modernisiert. Die Einrichtungen auf Deck 4 und 5, hier befanden sich im vorderen Bereich Passagierkabinen und im hinteren Bereich zwei Ro-Ro-Decks für den Transport von Pkw, wurden zugunsten zusätzlicher Ro-Ro-Kapazitäten entfernt. Im Zuge der Umbauarbeiten wurden auch die Laderampen umgebaut, um die Ro-Ro-Decks 2 und 4 simultan be- bzw. entladen zu können. Die Umbaukosten beliefen sich auf rund 235 Mio. SEK.
Im Juni 2011 wurde das Schiff durch die Stena Spirit ersetzt. Die Stena Baltica wurde in Lysekil aufgelegt.
Anfang 2013 wurde es an die italienische Reederei Società Navigazione Alta Velocità (SNAV) verkauft. Das in SNAV Adriatico umbenannte Schiff kam zunächst unter die Flagge Zyperns (Heimathafen Limassol) und wurde zwischen Ancona und Split eingesetzt. Im Dezember 2013 kam das Schiff unter italienische Flagge (Heimathafen Neapel). Von Oktober 2014 bis April 2015 fuhr das Schiff in Charter von Ferry Xpress in Panama und wurde zwischen Colón in Panama und Cartagena in Kolumbien bzw. Colón und Bocas del Toro in Panama eingesetzt. Ab Mai 2015 fuhr es für zwei Jahre in Charter von Trasmediterránea zwischen Barcelona und Maó auf Menorca. Im Mai 2017 wurde das Schiff an Grandi Navi Veloci (GNV) in Genua übertragen. Das Schiff wurde ab Juli des Jahres zwischen Neapel und Palermo eingesetzt. Im April 2022 wurde es in GNV Blu umbenannt und verkehrt nun auf der Fährverbindung zwischen Genua und Porto Torres auf Sardinien.

## Technische Daten
Das Schiff wird von vier Viertakt-Achtzylinder-Dieselmotoren des Herstellers MAN (Typ: 8L40/45) mit 19360 kW Leistung angetrieben. Die Motoren wirken auf zwei Verstellpropeller. Das Schiff ist mit zwei Bugstrahlrudern mit 1.275 bzw. 735 kW Leistung ausgestattet. Für die Stromerzeugung an Bord stehen vier Generatoren zur Verfügung, die von Stork-Werkspoor-Dieselmotoren mit jeweils 1.670 kW Leistung angetrieben werden. Zur Verringerung von Rollbewegungen bei entsprechendem Seegang ist das Schiff mit Flossenstabilisatoren ausgerüstet.
Das Schiff verfügte zunächst über vier Fahrzeugdecks. Das Hauptdeck ist ein durchlaufendes Deck, das über Rampen am Bug und Heck zugänglich ist. Auf dem Hauptdeck können Lkw und Busse befördert werden. Unterhalb des Hauptdecks befindet sich ein, oberhalb des Hauptdecks zwei weitere Fahrzeugdecks, wobei die beiden oberhalb des Hauptdecks liegenden Fahrzeugdecks sich nur über rund die halbe Schiffslänge erstreckten. Die unterhalb und oberhalb des Hauptdecks liegenden Fahrzeugdecks waren aufgrund ihrer geringeren nutzbaren Höhe nicht für den Transport von Lkw und Bussen geeignet. Das Hauptdeck ist über eine Rampe hinter einem seitlich öffnenden Bugvisier zu erreichen. Am Heck standen drei Rampen zur Verfügung. Die anderen Fahrzeugdecks waren über interne Rampen vom Hauptdeck aus zu erreichen. Insgesamt standen 984 Spurmeter zur Verfügung. Das Schiff konnte 500 Pkw oder 80 Lkw und 225 Pkw befördern.
Oberhalb der Fahrzeugdecks befanden sich auf den Decks 4 bis 9 Einrichtungen für die Passagiere, auf den Decks 6 bis 8 im vorderen Bereich jeweils Kabinen und dahinter öffentliche Bereiche unter anderem mit Restaurants, Lounges, Kinos und Konferenzräumen. Auf Deck 4 und 5 befanden sich im vorderen Bereich Kabinen sowie Bereiche mit Ruhesesseln, auf Deck 9 befanden sich im vorderen Bereich weitere Kabinen. Insgesamt standen 559 Kabinen mit 1296 Betten sowie 324 Ruhesessel und 108 Liegen zur Verfügung. Die Passagierkapazität betrug 2100 Personen.
Beim Umbau des Schiffes im Jahr 2005 wurden die Passagiereinrichtungen auf Deck 4 und 5 sowie das obere der beiden Fahrzeugdecks im hinteren Bereich des Schiffes entfernt. Auf Deck 4 wurde ein zusätzliches durchlaufendes Fahrzeugdeck eingerichtet, auf dem nun ebenfalls Lkw und Busse befördert werden können. Außerdem wurde hier ein zusätzliches, höhenverstellbares Autodeck eingebaut. Die Kapazität der Fahrzeugdecks erhöhte sich durch den Umbau auf 1800 Spurmeter.
Auf der Back wurde eine Zufahrt zu Deck 4 eingerichtet, die mit einem Schott verschlossen wird. Am Heck wurden die Rampen entfernt und durch zwei neue Rampen ersetzt. Auch das Heck wurde teilweise umgebaut und das Schiff dabei von 161,8 m auf circa 164,4 m Länge verlängert. Das Schiff kann nun 100 Lkw oder 400 Pkw befördern.
Die Passagiereinrichtungen auf den Decks 6 bis 9 wurden umfangreich umgebaut. Auf Deck 6 wurden Kabinen sowie im vorderen Bereich Ruhesessel eingerichtet. Auf Deck 7 bis 9 wurden öffentlichen Bereiche in den vorderen Bereich und die Kabinen in den hinteren Bereich des Schiffes verlegt.
Von GNV wird die Kapazität des Schiffes mit 455 Pkw und 1320 Passagieren angegeben. Für Passagiere stehen 379 Kabinen zur Verfügung.